# Sorgo d'Alep
El sorgo d'Alep (en llatí Sorghum halepense) (usualment dit canyota, milloca, panissola, etc., encara que aquests noms també s'apliquen a altres plantes), és una espècie de planta herbàcia perenne del gènere del sorgo considerada una mala herba molt important. Té un rizoma i fa llargues inflorescències en panícula de fins a 30 o 40 cm. Les fulles són llargues i amb una nervació central blanca evident Creix en herbassars, com planta ruderal i afecta principalment als conreus de regadiu els de dacsa i l'alfals.
És una espècie nativa de la conca del mediterrani però actualment creix a tot Europa, Orient Mitjà i a altres parts del món.

## Descripció

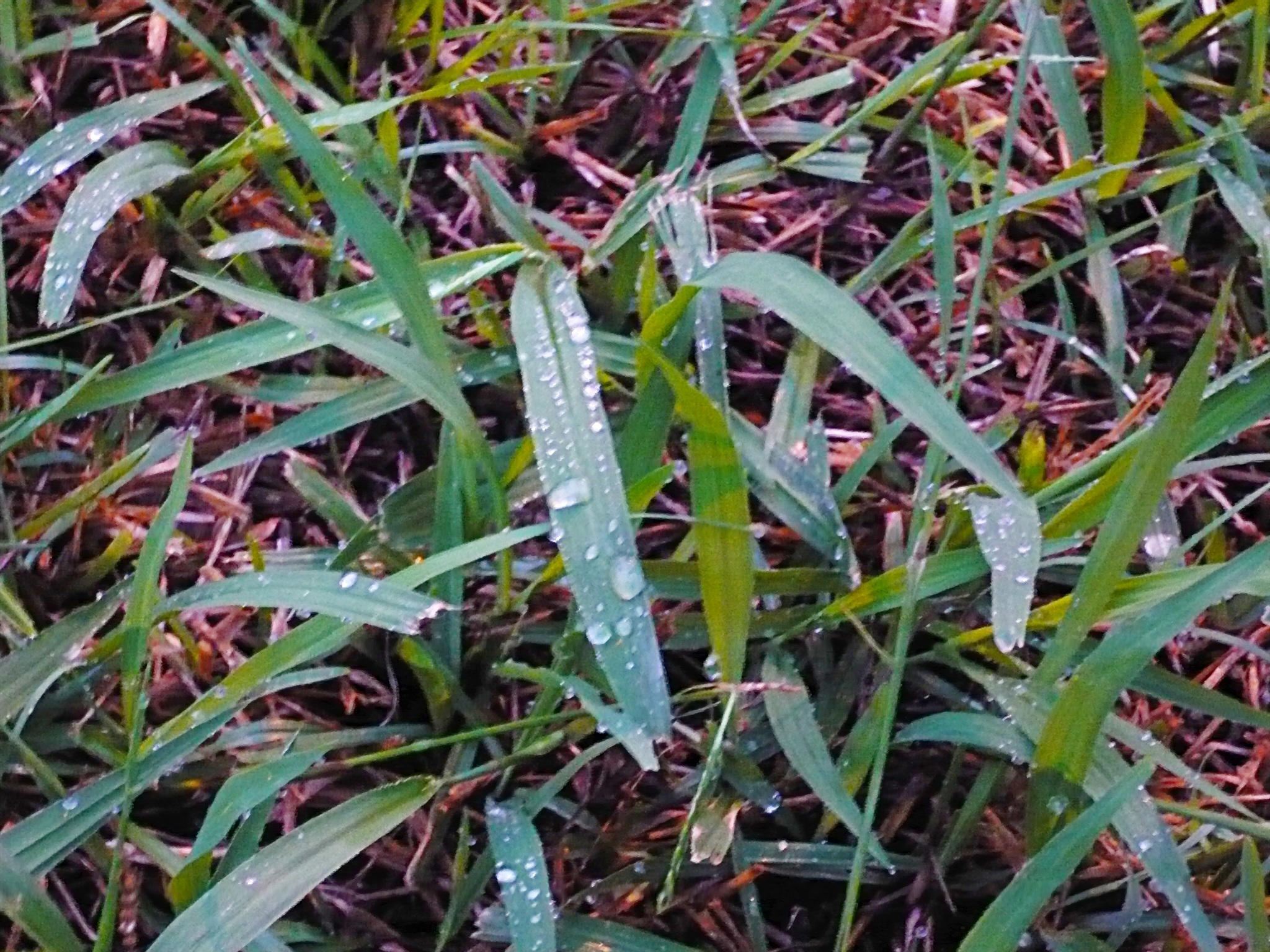
Fulles de la canyota.

- La tija és erecta amb forma de canya. La seva alçada varia entre 0,5 a 2 m, de vegades fins a 2,4 m.

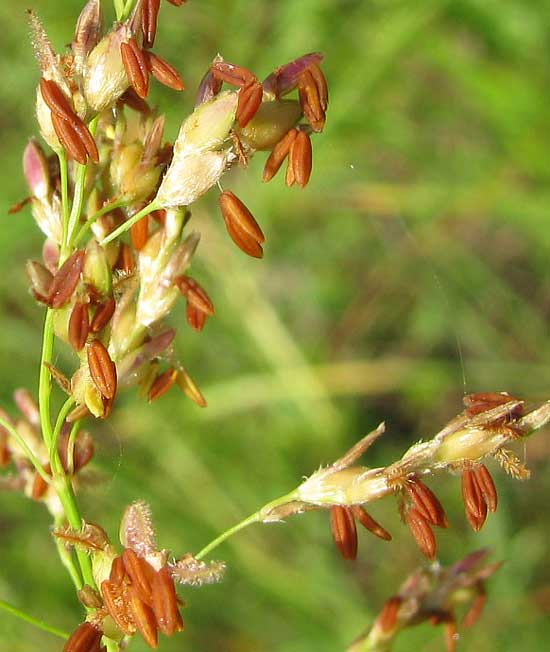
Panícula de la canyota.

- Les fulles són paral·lelinèrvies i glabres de 10 a 50 cm de longitud i de 1.2 a 4 cm d'amplada.
- La llavor és una cariopsi oval amb una longitud de 3 mm.

Es multiplica tant per via sexual (per llavors) o vegetativa (pels rizomes).

## Ús
La canyota s'ha utilitzat com planta farratgera i per aturar l'erosió però principalment és una mala herba nociva, considerada entre les 10 ptijors del món.
per les següents raons:
1. Les fulles que s'han marcit per la glaçada o el temps sec i calent poden contenir prou quantitat de cianur d'hidrogen per matar el ramat boví i cavalls si en mengen prou quantiat. Les fulles també poden contenir nitrats excessius..
2. Creix i s'estén tan de pressa que perjudica els conreus.
3. Resisteix l'herbicida més comú, el glifosat a Argentina i Estats Units.[3][4][5] És considerada una de les deu pitjors herbes nocives del món.[6]